# Exmilitary
Exmilitary, также известный как Ex Military (с англ. — «Бывшие военнослужащие») — дебютный микстейп экспериментальной хип-хоп группы Death Grips, выпущенный 25 апреля 2011 года самостоятельно.

## Предыстория

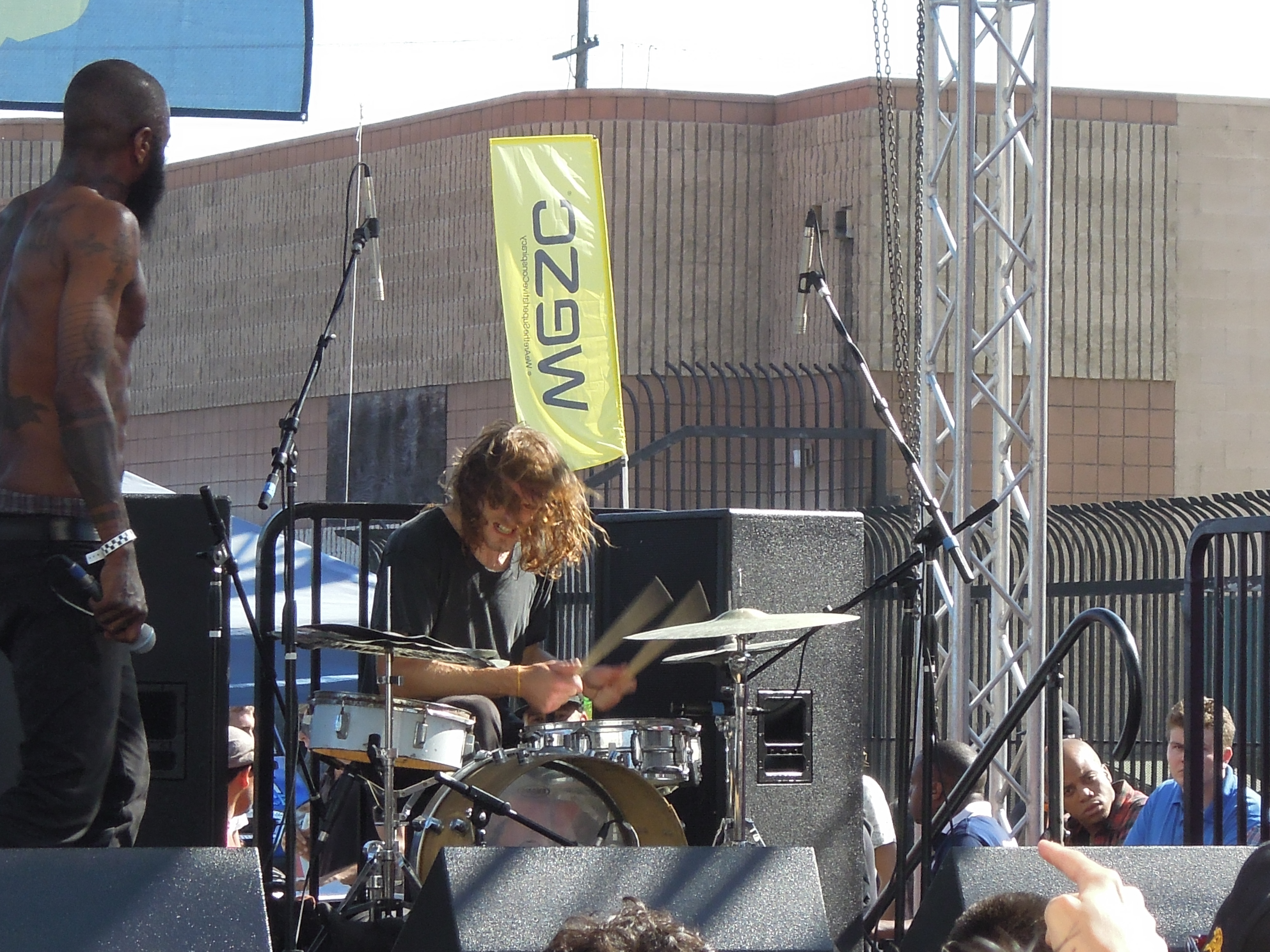
MC Ride (слева) и Зак Хилл (справа) на концерте группы в августе 2011 года

Микстейп был выпущен бесплатно 25 апреля 2011 года на официальном сайте группы, thirdworlds.net, а позже появился на сетевом лейбле Grindcore Karaoke. Он был одновременно выпущен на iTunes. Трек «Guillotine» был выпущен также на iTunes 3 августа 2011 года. «Guillotine» стала одной из самых узнаваемых песен группы, с более чем четырнадцатью миллионами просмотров на YouTube их музыкального видео по состоянию на 11 ноября 2022 года. Другие треки, выпущенные в качестве музыкальных клипов, включают «Known for it», «Culture Shock», «Lord of the Game», «Spread Eagle Cross the Block», «Takyon (Death Yon)» и «Beware». По словам Энди Морина, обложка «[представляет собой] фотографию, которую один из наших участников носил в своём бумажнике примерно 10 лет подряд. Это объект власти». Фотография была в конечном итоге идентифицирована как «Бородатый мужчина в Энпелли», сделанная Дугласом Бэглином в 1968 году.
Позже микстейп был выпущен исключительно на веб-сайте группы в форматах винила, компакт-дисков и кассет.

## Критический приём
| Совокупная оценка    | Совокупная оценка |
| Источник             | Оценка            |
| -------------------- | ----------------- |
| Metacritic           | 82/100            |
| Оценки критиков      |                   |
| Источник             | Оценка            |
| Consequence of Sound | [ 9 ]             |
| Drowned in Sound     | 9/10              |
| The Guardian         | [ 11 ]            |
| Pitchfork            | 7.5/10            |

Данный микстейп получил всеобщее признание критиков. На Metacritic он набрал 82 балла из 100, основываясь на отзывах 7 критиков. В одном очень положительном отзыве Джон Калверт из Drowned in Sound сосредоточился на менталитете персонажа, вокруг которого вращается альбом, и на том, как он отражает внутреннюю природу человека, сославшись на лиризм и саунд-продюсирование как на основные моменты этого звука и стиля. Нейт Патрин из Pitchfork дал Exmilitary оценку 7,5, описав микстейп как «ошеломляющую плиту враждебности», которая позволяет избежать «властного беспорядка».

## «Black Google»
8 сентября 2011 года группа выпустила тизерное видео для предстоящего проекта под названием Black Google. Позже оказалось, что Black Google — это все минусовки, стемы и акапеллы, использованные при создании альбома. Все материалы были опубликованы на официальном сайте группы бесплатно. На обложке Black Google изображена сильно затемнённая версия обложки Exmilitary со словом «Exmilitary», заменённым на «Black Google».

## Список композиций
Слова и музыка всех песен — Death Grips.
| №                   | Название                                  | Длительность |
| ------------------- | ----------------------------------------- | ------------ |
| 1.                  | «Beware»                                  | 5:53         |
| 2.                  | «Guillotine»                              | 3:43         |
| 3.                  | «Spread Eagle Cross the Block»            | 3:52         |
| 4.                  | «Lord of the Game» (при уч. Mexican Girl) | 3:30         |
| 5.                  | «Takyon (Death Yon)»                      | 2:48         |
| 6.                  | «Cut Throat (Instrumental)»               | 1:12         |
| 7.                  | «Klink»                                   | 3:22         |
| 8.                  | «Culture Shock»                           | 4:21         |
| 9.                  | «5D»                                      | 0:43         |
| 10.                 | «Thru the Walls»                          | 3:56         |
| 11.                 | «Known for It»                            | 4:13         |
| 12.                 | «I Want It I Need It (Death Heated)»      | 6:11         |
| 13.                 | «Blood Creepin»                           | 4:50         |
| Общая длительность: | Общая длительность:                       | 48:28        |

### Использованные семплы
- «Beware» содержит выдержки из интервью Чарльза Мэнсона «Я зарабатываю деньги», семплы «Up the Beach», написанные и исполненные группой Jane's Addiction, и образцы «God Is Watching You», исполненные Дики Бёртоном.
- «Spread Eagle Cross the Block» содержит элементы «Rumble», написанные Линком Рэем и Милтом Грантом и исполненные Линком Рэем и его людьми, а также образцы «(You Gotta) Fight for Your Right (To Party!)» и «Girls», написанные и исполненные группой Beastie Boys.
- «Lord of the Game» содержит семплы «The Ditty» в исполнении Blue Devils, а также семплы «Brass Monkey», написанный и исполненный Beastie Boys, и вокальный семпл «Fire», написанный и исполненный The группой Crazy World of Arthur Brown.
- «Takyon (Death Yon)» содержит семплы «The Ditty» в исполнении Blue Devils, семпл «Supertouch/Shitfit», написанный и исполненный группой Bad Brains, и семпл «A Who Seh Me Dun», написанный и исполненный Катти Ранксом.
- «Cut Throat (Instrumental)» содержит семплы «Move Somethin'», написанные и исполненные группой 2 Live Crew, и семплы «Death Grips (Next Grips)», написанные и исполненные группой Death Grips.
- «Klink» содержит элементы «Rise Above», написанные и исполненные группой Black Flag, и семпл «Liar, Liar», написанный и исполненный группой The Castaways.
- «Culture Shock» содержит семпл «The Supermen (Alternative)», написанный и исполненный Дэвидом Боуи, и семплы переводчика текста.
- «5D» содержит семплы переводчика текста и семплы «West End Girls», написанные и исполненные Pet Shop Boys.
- «Thru the Walls» содержит элементы, взятые из фильма «Космос — отличное место», семпл из видео на YouTube «Горячая линия по психическому здоровью», семпл «Gettin' High in the Mornin'», написанный и исполненный Ariel Pink and the Haunted Graffiti, а также звуки «Combine Soldier» из видеоигры «Half-Life 2».
- «Known for It» содержит элементы, взятые из короткометражного анимационного фильма 1986 года «Quest: A Long Ray’s Journey Into Light» и семплы «De Futura», написанные и исполненные группой Magma.
- «I Want It I Need It (Death Heated)» содержит элементы «Interstellar Overdrive» и «Astronomy Domine», написанные и исполненные группой Pink Floyd.

## Участники записи
Death Grips
- MC Ride — вокал
- Зак Хилл — барабаны, перкуссия, производство
- Энди Морин — клавишные, музыкальное программирование, производство